# Herniaria saxatilis
Herniaria saxatilis är en nejlikväxtart som beskrevs av Richard Kenneth Brummitt. Herniaria saxatilis ingår i släktet knytlingar, och familjen nejlikväxter. Inga underarter finns listade i Catalogue of Life.